# Attische Demokratie

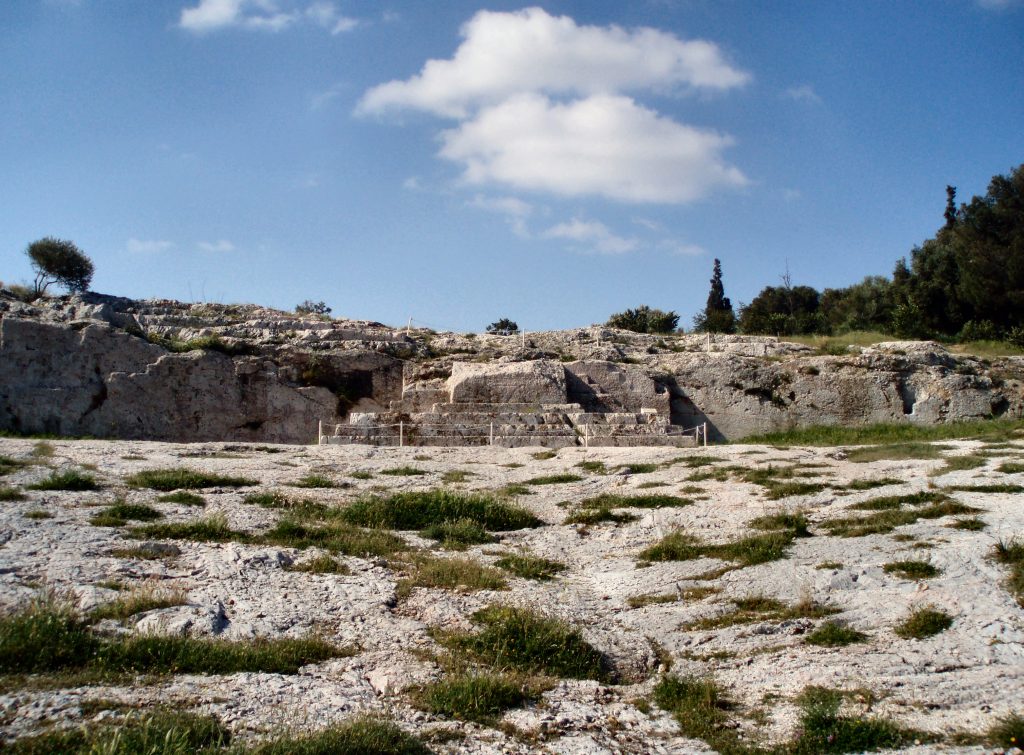
Die Pnyx mit Rednertribüne, in klassischer Zeit Ort der attischen Volksversammlung

Die attische Demokratie erlangte ihre vollständige Ausprägung im 5. Jahrhundert v. Chr., im Zeitraum zwischen den Perserkriegen und dem Peloponnesischen Krieg. Dies war zugleich die Zeit der größten Machtentfaltung Athens durch den attischen Seebund und durch eine darauf gegründete ökonomische Blüte und glanzvolle kulturelle Entfaltung, als deren imponierendstes Zeugnis die Bauten auf der Akropolis überliefert sind.
Die attische Demokratie ist eine frühe Vorläuferin einer auf dem Prinzip der Volkssouveränität basierenden politischen Ordnung. Mit ihr wurde ein Verfassungstypus entwickelt, der allen Bestrebungen zur Ausweitung direktdemokratischer Ansätze als Modell und geschichtliche Erfahrung dienen konnte und kann.
Auch in der Epoche ihrer Vollendung bot die attische Demokratie allerdings nur einem Teil der Bevölkerung Attikas das Recht zur politischen Partizipation. Frauen, Sklaven und Metöken (Fremde, meist ebenfalls griechischer Herkunft) waren davon ausgeschlossen. Das Bürgerrecht war einerseits sehr exklusiv und wurde Externen nur in Einzelfällen verliehen; abgesehen von wenigen Ausnahmen besaßen nur Männer, deren beide Eltern bereits Bürger Athens gewesen waren, alle politischen Rechte. Diese registrierten Vollbürger waren andererseits auf allen politischen Entscheidungsebenen großteils im Losverfahren mitwirkend beteiligt. Eine Gewaltenteilung im modernen Sinne existierte nicht; der Macht der Volksversammlung waren kaum Schranken gesetzt.

## Entwicklungsgeschichte
Die Entwicklung der Polis Athen zur Demokratie vollzog sich in einem über gut zwei Jahrhunderte langen und keineswegs gradlinigen oder zielgerichteten Prozess. In der Geschichte Athens kam es nach der Beseitigung des Königtums zunächst zur Oligarchie der Adelsgeschlechter. Schließlich führten verschiedene strukturelle Reformen zur Herausbildung der klassischen attischen Demokratie.

### Ausgangslage
Von ihrer 2500 Quadratkilometer umfassenden Ausdehnung und der Größe der Bürgerschaft abgesehen, hob sich Athen als Polis bis zum Beginn des 6. Jahrhunderts v. Chr. von anderen griechischen Stadtstaaten nicht sonderlich ab. Auch die zu dieser Zeit sich verschärft einstellenden sozialen Spannungen in Athen waren in anderen Poleis bereits aufgetreten und hatten dort nicht selten die Herrschaftsform der Tyrannis begünstigt. Originell und von langfristiger Bedeutung dagegen waren die in Athen zur Krisenbewältigung eingeschlagenen Wege, die zu institutionell abgesicherter Mitverantwortlichkeit der Bürger für das Gemeinwesen führten.
Bis zu dieser Wende entsprachen die Herrschaftsverhältnisse in Athen weitgehend dem gängigen Muster, das auch in anderen griechischen Stadtstaaten praktiziert wurde: Seit der Ablösung der Monarchie (hier spätestens im 7. Jahrhundert v. Chr.) lag die Führung in der Hand von Adelsgeschlechtern (Eupatriden), die die Macht in jährlich neu zu besetzenden Ämtern aufteilten. Herausgehobene Posten bekleideten die neun Archonten (seit 682 v. Chr. in Listen erfasst), darunter einer, der dem Jahr den Namen gab (Archon eponymos), ein oberster Kultbeamter (Archon basileus), der militärische Oberbefehlshaber (Archon polemarchos) und sechs Thesmotheten für die Rechtspflege. Die Ämtervergabe und Kontrolle der Amtsausübung besorgte der Areopag, ein Adelsrat.
Für besonders wichtige Entscheidungen – vor allem über Krieg und Frieden – konnten Volksversammlungen abgehalten werden. Die soziale Organisation der Polisbewohner fand zu dieser Zeit hauptsächlich in den Kultverbänden der Phratrien (Bruderschaften) statt, an deren Spitze ebenfalls Adelsfamilien standen. Die Eupatriden stellten über die Kulte in diesen Verbänden nicht nur die für alle bedeutsamen Beziehungen zu den Göttern her, sondern hatten in den Phratrien auch geeignete Reservoire für die Ausbildung der eigenen Klientel.
Die Ursachen von sozialen Spannungen standen im Zusammenhang mit den Veränderungen, die die griechische Kolonisation an den Küsten des Mittelmeers und des Schwarzen Meers bewirkt hatte. Dazu gehörte ein starkes Bevölkerungswachstum in vielen Poleis, das durch die Gründung von Kolonien im gesamten Mittelmeerraum abgefedert wurde. In der Folge kam es zur Intensivierung des Seehandels und mancherorts zu einer Veränderung der landwirtschaftlichen Strukturen, so auch in Attika. Wein- und Olivenanbau für den Export wurden nun lukrativ, während die bis dahin dominierenden Getreidegroßproduzenten unter Druck gerieten und um ihren Einfluss fürchteten. Leidtragende der Entwicklung aber waren hauptsächlich Kleinbauern. An ihnen und ihren Anbauflächen suchten sich die Eupatridai schadlos zu halten. In der Folge gerieten immer mehr von ihnen in Schuldknechtschaft und wurden, da sie mit ihrem eigenen Leib hafteten, teils Sklaven anderer athenischer Vollbürger und als solche auch zum Teil ins Ausland verkauft. Der Zusammenhalt der Polisgesellschaft war demnach zu Beginn des 6. Jahrhunderts v. Chr. in Athen massiv bedroht, ebenso die Wehrkraft, da das Hoplitenheer auf das freie Bauerntum gegründet war. In dieser Lage wurde Solon 594/93 v. Chr. zum Archonten gewählt und von der zerstrittenen Bürgerschaft als Schlichter bzw. Versöhner (Diallaktes) berufen.

### Grundlegung durch Solon
Umfang und Tragweite von Solons Reformwerk lassen auf das existenzbedrohende Ausmaß der Krise schließen, die Athen erfasst hatte. Offenbar wurde Solon für die Umsetzung seiner Pläne freie Hand gelassen. Seine Absicht war zwar keine demokratische Ordnung, aber der Abbau überkommener Vorrechte alter Adelsfamilien zugunsten eines breiteren Mitwirkungsrechts der athenischen Bürgerschaft.
Ein Kennzeichen der Reformen des Solon waren die Maßnahmen zur Wiederherstellung des freien Kleinbauerntums, die Beseitigung der Schuldknechtschaft durch Schuldenannullierung und den Ausschluss der Haftung mit dem Leib für die Zukunft (Seisachtheia). In seinem Bemühen, vergangenes Unrecht auszugleichen und eine gute und gerechte Ordnung der Polis (Eunomie) neu zu begründen, sorgte Solon auch für den Rückkauf jener Athener, die wegen Schuldendienstrückständen auswärtig als Sklaven weiterverkauft worden waren. Außerdem begrenzte er den Grundbesitz auf ein Höchstmaß. Dies sollte die Erhaltung von kleineren Bauernhöfen begünstigen. Tatsächlich zeigte sich auf lange Sicht, dass der Landbesitz in Athens klassischer Zeit ungewöhnlich gleichmäßig verteilt war.
Um die so restaurierte Bürgerschaft, den Demos, vor Fehlentwicklungen künftig besser zu bewahren, schuf Solon ein umfängliches Gesetzeswerk mit Verfassungscharakter. Dabei konnte er an Ansätze zur Rechtskodifizierung unter Drakon anknüpfen, der als Archon 621 v. Chr. eine Krise der Polis durch harte Strafgesetze hatte eindämmen wollen (daher die „drakonischen Maßnahmen“ im heutigen Sprachgebrauch). Solons Ansatz jedoch zielte auf Beteiligungsrechte und -pflichten der Bürger in wichtigen Angelegenheiten der Polis. Die gewachsenen Strukturen der politischen Machtverteilung wurden dabei weitgehend berücksichtigt, indem Ämterzugang, militärische Dienstpflicht mit Selbstausrüstung und eventuelle steuerartige Abgaben gestaffelt nach Vermögensklassen vorgegeben wurden (timokratische Ordnung):
1. Die Pentakosiomedimnoi (Ernteertrag über 500 Scheffel pro Jahr) waren als einzige zu Archonten wählbar;
2. Die Hippeis (über 300 Scheffel) erhielten erst nach einiger Zeit Zugang zum Archontat, leisteten Wehrdienst zu Pferde wie die Pentakosiomedimnoi, hatten aber nur zu den nachrangigen Ämtern Zugang;
3. Die Zeugiten (über 200 Scheffel) taten Militärdienst als Hopliten mit ebenfalls eingeschränktem Ämterzugang
4. Die Theten (unter 200 Scheffel) waren bei Militäreinsätzen allenfalls leicht bewaffnet oder stellten die Rudermannschaften und hatten nur in Volksversammlungen und im Volksgericht politische Mitwirkungsrechte ohne Ämterzugang.

Neben dem aus ehemaligen Archonten zusammengesetzten Areopag, der weiterhin für die Blutgerichtsbarkeit, für die Kontrolle der Amtsträger und die Sittenaufsicht zuständig blieb, heißt es in Überlieferungen aus dem späten 5. Jahrhundert v. Chr., dass Solon einen „Rat der Vierhundert“ gegründet habe, der ähnliche Funktionen hatte wie der später durch Kleisthenes gegründete „Rat der 500“. Es sollen hier zum Beispiel Beschlussanträge für die Volksversammlung vorberaten worden sein. Die Funktionen des angeblich durch Solon gegründeten Rates sind nur bei Plutarch überliefert und die Quellen für seine Existenz tauchen erst während der revolutionären Situation im Jahre 411 v. Chr. auf.
Durch die Einrichtung des Volksgerichts (Heliaia), dessen Geschworene sich aus Angehörigen aller Klassen zusammensetzten, war auch in der Rechtsprechung ein Gegengewicht zum Areopag geschaffen und breite Partizipation angelegt. Die Heliaia fungierte wohl als Appellationsgericht, bei dem gegen Zwangsmaßnahmen von Amtsträgern geklagt werden konnte. Ein Mittel zur Aktivierung der Bürgerschaft war auch die Popularklage, die es jedem Bürger ohne irgendeine amtliche Funktion ermöglichte, bei Verstößen gegen die öffentliche Ordnung Anklage vor Gericht zu erheben.
Es ist bezeichnend für die Aura des Vaters der attischen Demokratie, die Solon noch Jahrhunderte nach seinem Ableben umgab, dass Aristoteles wie auch Plutarch ihm das – tatsächlich wohl erst am Ende des 5. Jahrhunderts v. Chr. entstandene – Stasis-Gesetz zuschrieben, das jeden Bürger verpflichtete, bei massivem Streit in der Polis für eine Seite Partei zu ergreifen. Und es war durchaus im Geiste Solons, dass Perikles in den Anfängen des zweiten Peloponnesischen Krieges vor seinen Mitbürgern sagen konnte, dass einzig in Athen ein an politischen Fragen keinen Anteil nehmender Bürger nicht als ein stiller, sondern als ein schlechter angesehen werde.
Die genannten und eine Vielzahl weiterer gesetzlicher Regelungen Solons wurden auf großen, drehbaren Holztafeln auf der Akropolis ausgestellt. Dem Urheber war daran gelegen, dass sie fernerhin ohne ihn zur Anwendung und Wirkung gelangen sollten. Deshalb begab sich Solon nach Vollendung des Reformwerks für 10 Jahre auf Reisen außer Landes. Die Tyrannis, die er für sich selber ausgeschlagen hatte, begegnete ihm dann noch vor seinem Tode 558 v. Chr. in Gestalt des Peisistratos in seiner Heimatstadt. Während der Tyrannis des Peisistratos und seiner Söhne, der Peisistratiden Hipparchos und Hippias, wurden Solons Gesetze nur zum Teil angewendet. Doch die Fundamente der staatlichen Ordnung, die Solon gelegt hatte, überdauerten und wurden im späten 6. Jahrhundert v. Chr. für die Schaffung eines demokratischen Systems in Athen tragfähig.

### Die Reformen des Kleisthenes
Nachdem die 51 Jahre währende Tyrannis der Peisistratiden 510 v. Chr. beseitigt war, stellte Kleisthenes nach dem Richtungssieg gegen seinen Konkurrenten Isagoras ab 508 die von Solon eingeleitete Institutionalisierung politischer Partizipationsmöglichkeiten auf eine neue Grundlage. Die Neugliederung der Bürgerschaft, die Kleisthenes mit Unterstützung der Volksversammlung auf den Weg brachte, vermochte unter dem eingängigen Begriff der Isonomie, der politischen Gleichberechtigung, anscheinend wichtige Teile der Bürgerschaft zu mobilisieren, insbesondere als einflussreiche Adlige dagegen Front machten und dafür von Sparta zeitweise militärische Unterstützung erfuhren.
Die kleisthenischen Reformen, die schließlich auf Dauer erhalten blieben, beruhten auf einer territorialen Neugliederung der attischen Polis mit dem Ziel, die Bürgerschaft zu durchmischen und politisch zusammenzuschweißen. Dazu unterteilte Kleisthenes Attika in drei Großregionen: das städtische Siedlungsgebiet einschließlich des Piräus, das Binnenland und das übrige Küstengebiet. Jede dieser Regionen wurde wiederum in zehn Teilgebietskörperschaften (Trittyen) unterteilt, sodass sich eine Gesamtzahl von 30 Trittyen ergab. Aus den bis dahin existierenden vier Phylen machte Kleisthenes zehn gänzlich neue, indem er je drei Trittyen aus den unterschiedlichen Großregionen zu einer Phyle zusammenfasste. Dadurch wurden systematisch Bürger unterschiedlicher Herkünfte und Alltagserfahrung zu einem politischen und militärischen Großverband zusammengebunden und die bis dahin dominierenden Adelsgeschlechter in ihren Einflussmöglichkeiten geschwächt.
Solons Rat der 400 wurde in einen Rat der 500 umgewandelt, in den jede Phyle 50 Mitglieder entsandte. Theoretisch war der Zugang unabhängig von der Einkommensklasse, also auch die Theten durften in den Rat einziehen. Da es jedoch in den Demen eine Vorauswahl der Kandidaten durch den Demarchen (eine Art Bürgermeister) gab, unter denen dann das Los entschied, waren die Theten im Nachteil, denn dieser orientierte sich doch an der Schichtzugehörigkeit. Die einzelnen Demen wurden weitgehend unter Selbstverwaltung gestellt, womit in ganz Attika auch auf lokaler Ebene politische Partizipation angeregt und institutionalisiert wurde.

### Politischer Wandel im Zuge der Perserkriege
Der vor allem für Athen günstige Verlauf und Ausgang der Perserkriege war zweifellos geeignet, die Neuordnung der Polisgesellschaft zu festigen und die sie tragenden Kräfte zu bestätigen. Die mittleren Vermögensklassen konnten ihre Einflussmöglichkeiten über den Rat der 500 und die Volksversammlung ausbauen; die Mobilisierungsbereitschaft und die militärischen Erfolge stärkten das Selbstbewusstsein der Bürgerschaft und sprachen dafür, auf dem eingeschlagenen Weg der Erweiterung politischer Beteiligungsmöglichkeiten und -pflichten voranzugehen.
Seit 487/486 v. Chr. gelangten die Archonten durch ein Losverfahren, das über die zugelassenen Kandidaten aus den beiden ersten Vermögensklassen entschied, in ihre Ämter. Dadurch setzte sich die bereits länger erfolgte Schwächung von Ansehen und Gewicht des Archontats fort. Wohl kurz zuvor hatte erstmals in der Volksversammlung ein Scherbengericht (Ostrakismos) stattgefunden, das in den folgenden Jahren häufiger ausgerufen wurde. Mit diesem politischen Instrument konnte nun jährlich ein athenischer Bürger für 10 Jahre verbannt werden, wenn die Mehrheit sich in der Volksversammlung dafür aussprach. Dieses vielleicht bereits im Zusammenhang der kleisthenischen Reformen eingeführte Verfahren ermöglichte der Volksversammlung die Verbannung eines auffallend Ehrgeizigen oder politischen Störenfrieds für zehn Jahre aus Attika. Was vermutlich als Vorkehrung gegen eine neue Tyrannis angelegt war, wurde in der Praxis zu einem politischen Regulativ, das eine persönliche Vorrangstellung in Athen auch programmatisch an das Einverständnis einer Mehrheit in der Volksversammlung band. Zwar waren es noch immer Exponenten der Adelsgeschlechter, die die politische Szene beherrschten; erfolgreich konnten auf Dauer aber nur diejenigen sein, die mit ihren Umgangsformen und Konzepten in der Mitte der Bürgerschaft nicht auf Ablehnung stießen.
Nachdem 480 v. Chr. Athen die Seeschlacht bei Salamis gewonnen hatte und die Perser 479 in der Schlacht von Plataiai von den vereinten griechischen Streitkräften auch zu Lande geschlagen und in die Flucht gezwungen worden waren, ergab sich eine zusätzliche Verschiebung der gesellschaftlichen Kräfte in der attischen Polis. Athen war durch das Flottenrüstungsprogramm des Themistokles zur bedeutendsten Seemacht des Mittelmeeres geworden. Im militärischen Bereich waren neben die berittenen beiden ersten solonischen Vermögensklassen und die das Hoplitenheer stellende dritte Vermögensklasse auch noch die Theten mit nur geringem Einkommen getreten, die als Ruderer auf den Trieren gebraucht wurden. Auch deren alsbald deutlicher hervortretende politische Interessen galt es künftig zu berücksichtigen. Denn mit der Gründung des gegen die Perser gerichteten delisch-attischen Seebunds 478/77 v. Chr. kam es zu einer dauerhaften Festigung der Bedeutung und des Einflusses der Theten.
Nach einer den Perserkriegen folgenden, fast zwei Jahrzehnte währenden Phase der Konsolidierung, in der die attische Politik noch von den im Areopag konzentrierten Adelsgeschlechtern wesentlich bestimmt war, bildete sich – sicher mit wesentlicher Unterstützung der untersten Vermögensklasse – die attische Demokratie voll aus. Die Theten vor allem waren es, die ein Interesse daran haben konnten, von dem unter Kimon gepflegten Kurs außenpolitischer Mäßigung abzugehen und die Potentiale der attischen Seemacht voll auszureizen.

### Demokratische Wende
Kimon hatte es verstanden, die Seebundinteressen und -aktivitäten Athens mit guten Beziehungen zu Sparta, der führenden griechischen Landmacht, zu verbinden. Als er aber 462 v. Chr. mit 4000 Hopliten einem spartanischen Hilfegesuch im 3. Messenischen Krieg auf der Peloponnes nachkam, verschoben sich die Gewichte in der Volksversammlung entscheidend, und Kimons Gegenspieler Ephialtes konnte eine Verfassungsreform durchsetzen, die den Areopag entmachtete und die entwickelte attische Demokratie einleitete: Überprüfung und Kontrolle der Beamten wurden dem Areopag entzogen. Dokimasie (eher formale Eignungsprüfung der Anwärter vor Amtsantritt hinsichtlich Abstammung, Erfüllung der Bürgerpflichten und Leumund) und Euthynie (Prüfung und Rechenschaftslegung über die Führung der Amtsgeschäfte am Ende der Amtsperiode) sowie die allgemeine Aufsicht über die Beamten gingen auf Ausschüsse des Rats der 500 über. Die strafrechtliche Aufsicht über Privatpersonen und Beamte ging auf die Volksgerichte über.
Im Vorfeld der von Ephialtes betriebenen Entmachtung des Areopags war der gut 30-jährige Perikles als einer von mehreren Anklägern gegen Kimon aufgetreten, der als Stratege die Wahrnehmung der Seebundinteressen aus der Sicht seiner Gegner zuletzt nicht offensiv genug wahrgenommen hatte. Kimon wurde freigesprochen, aber bald nach dem demokratischen Umsturz ostrakisiert. Nachdem andererseits Ephialtes von Widersachern ermordet worden war, entwickelte sich mit den Jahren Perikles mehr und mehr zum sprachmächtigen ersten Interessenanwalt der Demokratieanhänger unter den Bürgern.

### Ausgestaltung der Demokratie in der Ära des Perikles

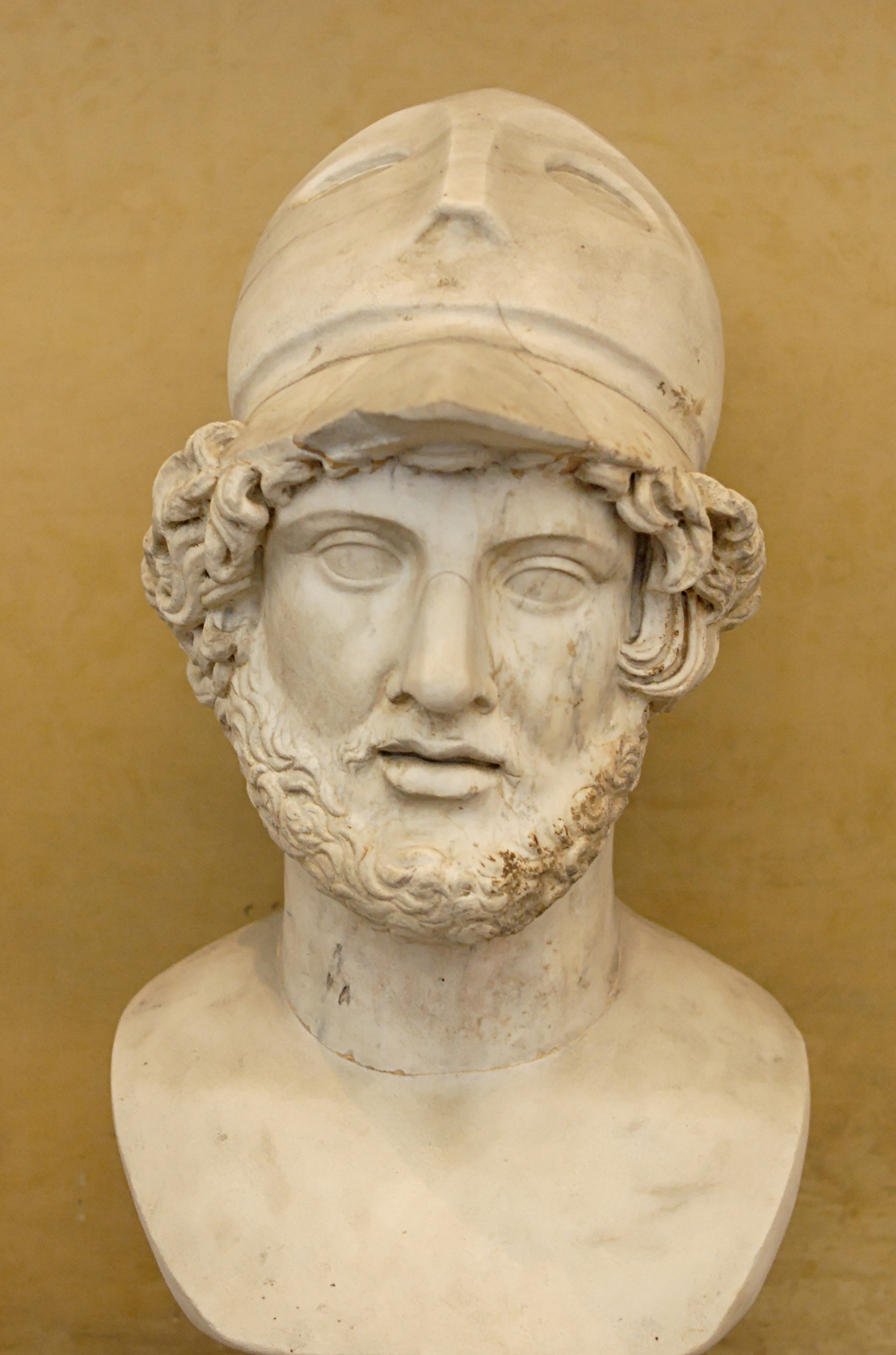
Büste des Perikles, römische Kopie eines griechischen Originals, Vatikanische Museen

Perikles hatte wohl bereits früh das politische Vermächtnis des Kleisthenes – seine Mutter war dessen Nichte – angenommen und es an der Seite des Ephialtes demokratisch gedeutet. Unter seiner Ägide wurde 457 v. Chr. das politische Engagement der Bürger mit nur geringem Einkommen durch die Einführung von Diäten auf eine materielle Basis gestellt. Für Mitglieder der Volksgerichte (Heliasten) gab es einen Richtersold, der bis 425 v. Chr. von einer über zwei auf drei Obolen für jeden Sitzungstag stieg. Ratsmitglieder im Rat der 500 empfingen einen Ratssold in doppelter Höhe des Richtersolds. Weiterhin entschied das Losverfahren darüber, wer unter den Kandidaten für ein Jahr Mitglied des Rates wurde. Insgesamt war das aber nur zweimal im Leben – und nicht unmittelbar anschließend – zulässig. Durch ein von Perikles eingebrachtes Bürgerschaftsgesetz war seit 451 v. Chr. dafür gesorgt, dass der Kreis derjenigen, die als Bürger in politische Ämter gelangen und Diäten empfangen konnten, auf diejenigen begrenzt blieb, die sowohl väterlicher- wie mütterlicherseits von Athenern abstammten. Damit war zugleich eine weitere politische Schwächung adliger Geschlechter verbunden, die Ehen über die Polisgrenzen hinaus eher eingegangen waren als die einfachen Bürger. Zudem ließen sich dadurch außenpolitische Interessenkonflikte in der Bürgerschaft besser vermeiden.
Auf diese Weise ergab sich für Perikles in der Volksversammlung eine stabile politische Basis, mit deren Unterstützung er unter anderem das große Bauprogramm auf der Akropolis umsetzen konnte, das den neuen Vormachtanspruch Athens in Griechenland auch nach außen glanzvoll zur Geltung brachte. Vom aufwändigen Lebensstil der großen Adelsgeschlechter, zu denen er als Spross der Alkmaioniden gehörte, grenzte Perikles sich ab, indem er den Eindruck vermittelte, ganz in den Staatsgeschäften aufzugehen. Dies wird zu seiner drei Jahrzehnte währenden Sonderstellung beigetragen haben, die zum Beispiel darin zum Ausdruck kam, dass er von 443 v. Chr. an Jahr für Jahr zu einem von zehn Strategen gewählt wurde, die aus der Phylenordnung hervorgingen. Bei diesen militärischen Führungsstellen handelte es sich um das letzte politisch bedeutende Wahlamt (in dem auch bereits Themistokles und Kimon ihre politische Wirkung entfaltet hatten), nachdem für alle anderen das Losverfahren galt. Das ehedem besonders einflussreiche Amt des Archonten dagegen wurde nicht nur durch Los vergeben, sondern war seit 458 v. Chr. auch für Zeugiten zugänglich, so dass nur die Theten, die ihre Militärausrüstung nicht selbst finanzierten, dieses Amt nicht bekleiden konnten. Der Reaktivierung des Areopags (der mit begrenzten Kompetenzen zum Beispiel im Bereich der Blutgerichtsbarkeit erhalten blieb) als politischer Interessenvertretung der Adelsgeschlechter war damit zusätzlich ein Riegel vorgeschoben.
In den äußeren Beziehungen ging mit der Demokratisierung Athens eine Verstärkung des attischen Vormachtstrebens einher. Korinth und mit ihm die peloponnesische Vormacht Sparta wurde herausgefordert, als Athen mit dem benachbarten Megara gegen Korinth gemeinsame Sache machte. Eine über sechs Jahre sich hinziehende Auseinandersetzung war die Folge (1. Peloponnesischer Krieg 459–453 v. Chr.). Eine ägyptische Expedition der attischen Flotte scheiterte 455 bei dem Versuch, die Perser in ihrem Machtbereich durch die Unterstützung Aufständischer zu schwächen. 454 v. Chr. wurde auf Beschluss der Athener Volksversammlung die Kasse des delisch-attischen Seebunds von Delos nach Athen verbracht und Athene zur Schutzgöttin des Seebunds gemacht, an die nun jedes Mitglied ein Sechzigstel seines Bündnisbeitrags abzuführen hatte. Später wurden auch für das Bauprogramm auf der Akropolis Bundesgelder abgezweigt. Von 446 v. Chr. an wurden Kapitalverbrechen im gesamten Hoheitsgebiet des Seebunds vor Athener Volksgerichten verhandelt; die Bündner wurden nicht mehr als Kampfgenossen (Symmachoi), sondern als Untertanen (Hypekooi) behandelt.
Innere und äußere Entwicklung Athens in der Ära des Perikles standen in engem Zusammenhang: Die wachsende militärische Bedeutung der Theten als Schiffsbesatzungen seit der Seeschlacht von Salamis und im Zuge des Ausbaus der attischen Seemacht hatte das politische Gewicht der Bürger mit geringem Einkommen und die Demokratisierung vorangetrieben. Ihr politischer Aufstieg wiederum führte dazu, dass die auf Absicherung und Ausweitung von Athens Vormachtstellung zur See gerichteten Interessen in den Beschlüssen der Volksversammlung mehr und mehr durchschlugen. Die Friedensvereinbarungen mit Persien 449 v. Chr. (Kalliasfrieden) und mit Sparta 451 und 446 v. Chr. änderten an dieser Grundkonstellation nichts.

## Funktionsweisen der entwickelten attischen Demokratie
Zu den beachtenswerten Aspekten dieser direkten Demokratie zählt gerade auch im Vergleich mit anderen überlieferten Formen gesellschaftspolitischer Organisation die Dauer ihres Bestehens. Zwischen dem Beginn der entwickelten attischen Demokratie 462/61 v. Chr. und ihrem vorläufigen Ende 322 v. Chr. hat sie fast eineinhalb Jahrhunderte bestanden und hätte ohne die sie beseitigende makedonische Vorherrschaft darüber hinaus fortbestehen können. Das über den genannten Zeitraum im Kern unveränderte institutionelle Grundgefüge hat sich – ungeachtet zum Teil problematischer struktureller Voraussetzungen – demnach als sowohl funktionstüchtig als auch stabil erwiesen.
Wegen der Beschränkung auf männliche Vollbürger schloss die seit der Entmachtung des Areopags auf allen Ebenen durchgesetzte Volkssouveränität nur eine Minderheit der Bewohner Attikas ein, für die es nur Schätzwerte gibt. Es mochten an die 40.000 im 5. Jahrhundert v. Chr. sein (im 4. Jahrhundert v. Chr. eher 30.000), die das Recht besaßen, in der Volksversammlung mitzuwirken und die für Aufgaben in der Selbstverwaltung der Demen, in den Volksgerichten, im Rat der 500 und ab einem Alter von 30 Jahren in den verschiedensten Ämtern in Frage kamen. Seit 451/50 v. Chr. galt zudem die Voraussetzung, dass beide Eltern Athener sein müssen. Bei einer geschätzten Einwohnerzahl zwischen 200.000 und 300.000 Einwohnern gab es nur etwa 30.000 bis 50.000 Vollbürger.
Außer den etwa 700 Bürgern in den verschiedenen Ämtern, die unmittelbar Attika selbst betrafen, waren zu Zeiten des Seebunds ähnlich viele Athener in den Ämtern für die Seebundangelegenheiten beschäftigt. Zuzüglich der 500 Ratsmitglieder und der 6000 Geschworenen, die im Gerichtswesen zum Einsatz kamen, waren jährlich annähernd 8000 Bürger in den öffentlichen Funktionen der Polis Athen tätig. Während Volksversammlung (Ekklesia) und Volksgerichte als unmittelbare Vollzugsorgane des Volkswillens aufgefasst wurden und den an ihnen beteiligten Bürgern Immunität im Hinblick auf getroffene Entscheidungen gewährt wurde, galt dies für Ratsmitglieder und Inhaber von Ämtern – egal ob gewählt oder erlost – nicht. Sie waren in ihren Funktionen Diener des Volkes, unterlagen der Rechenschaftspflicht und konnten gerichtlich belangt und bestraft werden.

### Die Volksversammlung
Die Volksversammlung (Ekklesia) war die über allem stehende Kerninstitution der attischen Demokratie und war in klassischer Zeit umfassend zuständig: unter anderem für die Gesetzgebung (so wurde routinemäßig in der ersten Ekklesia des Jahres die Frage behandelt, ob die bestehenden Gesetze änderungs- oder ergänzungsbedürftig seien), für die Entscheidung über Krieg und Frieden, für die Wahlen in nur mehr wenige Wahlämter (die meisten Ämter wurden im Losverfahren besetzt) und für die Entlastung der Amtsträger nach Beendigung des Amtes. Sie bestimmte über Steuern und Bürgerrechtsverleihung sowie über die Organisation des öffentlichen Lebens überhaupt. Die Volksversammlung brachte Strafverfahren und Hochverratsprozesse in Gang, sicherte durch ihre Beschlüsse die Nahrungsmittelversorgung der Stadt und bestimmte über die Vergabe öffentlicher Arbeiten. Um sicherzustellen, dass die Volksversammlung als größtmögliches Beschlussgremium tatsächlich herrschte, musste sie mindestens drei- bis viermal im Jahr zusammengerufen werden.
Die Zugangsberechtigung zur Volksversammlung erlangten die Athener, sobald sie nach Ableistung des Militärdienstes als Epheben mit 20 Jahren in der Bürgerliste ihrer jeweiligen Demen eingeschrieben waren. In der Praxis wurde dieses Mitwirkungsrecht jedoch hauptsächlich von denen ausgeübt, die im engeren Einzugsbereich des städtischen Siedlungskerns wohnten; andere ließen sich wohl nur gelegentlich und bei ganz wichtigen Problementscheidungen durch einen langen Hin- und Rückweg zur Pnyx nicht von der Teilnahme abhalten. Für Bürger, die bis zu 70 Kilometer vom Versammlungsort entfernt wohnten, war sie praktisch unzumutbar erschwert; immerhin wurde seit ca. 400 v. Chr. ein Tagegeld für alle Teilnehmer gezahlt. Grundlegende Beschlüsse waren an ein Quorum von 6.000 Stimmen (ca. 20 Prozent aller Stimmberechtigten) gebunden. So galten bereits 6000 Teilnehmer als „das Volk in Fülle“, das seine Beschlüsse meist in Form des Handaufhebens (Cheirotonie) fasste. Auch der Ostrakismos war an dieses Quorum gebunden; zugleich war das die jährliche Anzahl an Bürgern, die den Volksgerichten als Geschworene dienten.
Jeder in der Volksversammlung Anwesende war nicht nur abstimmungsberechtigt, sondern besaß auch gleiches Rederecht (Isegorie) – ein besonders herausgehobenes Merkmal seiner Freiheit in der Demokratie. Um einen geordneten Ablauf der maximal von Sonnenauf- bis Sonnenuntergang währenden Ekklesia zu gewährleisten, musste strikt zu der auf der Tagesordnung anstehenden Sache gesprochen werden und durfte sich jeder Redewillige nur einmal zum jeweiligen Gegenstand äußern. Auch davon wurde angesichts sehr verschiedener Temperamente und Talente nur eingeschränkt Gebrauch gemacht, sodass letztlich die versierten Redner sich hauptsächlich hervortaten und als Demagogen wirkten („Volksführer“ – zunächst nicht in dem heute ausschließlich pejorativen Sinn der „Volksverführer“).

### Rat der 500
Das tagespolitische Geschäft lag in den Händen des Rates der 500 (bule), der mit seiner permanenten Aufsichtsfunktion über die Beamten, seinen aus Vorberatungen resultierenden Beschlussanträgen für die Volksversammlung und seiner Zuständigkeit für die laufenden innen- und außenpolitischen Angelegenheiten der Dreh- und Angelpunkt dieses demokratischen Gemeinwesens war. Tagesordnung und Beschlussanträge für die Volksversammlung wurden im Rat festgelegt. Damit kam ihm auch formal eine zentrale Funktion im Verfassungsgefüge Athens zu, denn eine Abstimmung in der Volksversammlung war nur möglich, wenn ein Antrag des Rates (probuleuma) vorlag.
Die – wie alle Amtsinhaber – mindestens 30-jährigen Ratsmitglieder wurden unter freiwilligen Kandidaten der Demen erlost. Seit der kleisthenischen Phylenreform waren im Rat alle attischen Demen im Verhältnis zur jeweiligen Bevölkerungszahl ständig vertreten. Die aus der Phylenordnung abgeleitete Zusammensetzung und Organisationsweise bestimmten auch den Tagungsrhythmus der Ekklesia. Den zehn Phylen entsprechend war das Jahr in zehn Abschnitte gegliedert, in denen die 50 Vertreter je einer Phyle den Ratsvorsitz und die laufende Geschäftsführung innehatten (Prytanie). Unter ihrer Ägide hatte jede Prytanie eine Hauptversammlung des Volkes (mit Bestätigung der Amtsinhaber) abzuhalten und durchschnittlich drei weitere Ekklesien. Die bis auf Feiertage täglich zusammenkommenden Ratsmitglieder erhielten für ihre Tätigkeit eine Aufwandsentschädigung. Neben der Prytanie als ständiger Einrichtung konnte der Rat der 500 bei Bedarf weitere beratende Ausschüsse einsetzen.
Aus ihrer Mitte bestimmten die Prytanen einen täglich wechselnden Vorsitzenden, den Epistates, der für einen Tag und eine Nacht als der offizielle Repräsentant Athens amtierte. Er hatte die Ratssitzungen und (in der Funktion des πρόεδρος) ggf. die Volksversammlung zu leiten. Für den Tag seiner Amtsausübung waren ihm zudem die Schlüssel zu den Heiligtümern, in denen die Schätze und Urkunden der Stadt verwahrt wurden, sowie das öffentliche Siegel anvertraut. Niemand durfte mehr als einmal während einer Prytanie als Epistates fungieren.

### Amtsträger
Wie die Mitgliedschaft im Rat der 500 wurden auch die zahlreichen Ämter größtenteils per Los unter jenen Athenern vergeben, die sich dafür zur Verfügung stellten und ihr Bürgerrecht nachweisen konnten. Die Bereiche, auf die sich das Ämterwesen erstreckte (öffentliche Ordnung, Marktaufsicht, Bauwesen, Finanzen, Kult und anderes mehr) ähnelten denen heutiger staatlicher Verwaltungen. Allerdings waren die Zuständigkeiten auf viele verteilt und für den einzelnen Amtsinhaber eng begrenzt, sodass mangelnde Qualifikation speziell in den Losämtern durch Überschaubarkeit und rasche Einarbeitung kompensiert werden konnte. Von vergleichsweise wenigen Funktionen abgesehen, konnte praktisch jeder Bürger jede Beamtenposition besetzen. Möglich war dies, indem die Amtszeit auf maximal ein Jahr begrenzt und eine zweite Kandidatur für dasselbe Amt ausgeschlossen war.
Das mit der Phylenordnung gekoppelte Kollegialitätsprinzip, das die gemeinsame Zuständigkeit von 10 oder 20 Amtskollegen für einen Zuständigkeitsbereich mit sich brachte, begünstigte die Aufgabenteilung. Persönlichem Karrierestreben konnte diese Art der Ämterorganisation – mit Zulosung, Annuität (Begrenzung auf ein Jahr) und Nichtwiederholbarkeit derselben Funktion – keinen Vorschub leisten. Der Besoldung der Amtsinhaber stand die regelmäßige Prüfung und Bestätigung der Korrektheit ihrer Amtsführung durch eine „Hauptvolksversammlung“ nach jedem Zehntel eines Jahres gegenüber. Davon unabhängig bestand jederzeit die Möglichkeit einer Anklage wegen des Verdachts schwerer Vergehen wie Verrat, Bestechlichkeit oder Täuschung des Volkes. Umso bemerkenswerter ist, dass zu keinem Zeitpunkt eine Situation entstand, in der das Ämterwesen mangels freiwilliger Kandidaten nicht mehr funktionierte. Die Wertschätzung dieser demokratischen Ordnung unter den sie konstituierenden Vollbürgern und die fortlaufende Einübung dieser Ordnung setzten anscheinend so viel Gemeinsinn und Partizipationsbereitschaft frei, dass die zu ihrem Bestehen notwendigen politischen Aktivitäten quasi selbstverständlich erbracht wurden.
Neben ca. 600 Losämtern gab es ungefähr 100 Wahlämter, in die wegen ihrer Bedeutung für die Polis Unqualifizierte nicht gelangen sollten. Hier sollten vielmehr die Bestgeeigneten zum Zuge kommen. Zu den gewählten Beamten zählten die Taxiarchen (militärische Befehlshaber der Phylenregimenter), die Hellenotamiai (verwalteten die Tribute der Mitglieder des Attischen Seebundes), die Schiffbaumeister und Architekten, später auch die für die öffentlichen Brunnen und Wasserleitungen Zuständigen. Einige Ämter durften nur mit vermögenden Bewerbern besetzt werden, so die höchsten Beamten der Finanzverwaltung, die bei Verfehlungen aus Eigenmitteln haftbar gemacht werden konnten. Das wegen seiner militärischen Bedeutung herausragende Wahlamt des Strategen, das parallel an 10 Athener vergeben wurde, versprach durch jährliche Wiederwahlmöglichkeit einerseits erheblichen politischen Einfluss, konnte aber bei Erfolglosigkeit im Krieg auch zu Verbannung oder Tod führen, wenn in Hochverratsprozessen ein entsprechendes Urteil erging.

### Gerichtsbarkeit
Ebenso wie das Volk in der Ekklesia als demokratischer Souverän entschied, übte es in den aus ihr hervorgegangenen Volksgerichten die Rechtsprechung aus. Beide Organe verkörperten jeweils das Volk als Ganzes und überlappten auch weiterhin personell, sodass Gerichtssitzungen und Volksversammlungen nicht an denselben Tagen angesetzt werden durften.
Die Klagegegenstände wurden unterschieden nach privaten, die der Geschädigte vorzubringen hatte, und öffentlichen, die ganze Polis betreffenden, für die im Sinne der Popularklage jeder Bürger Athens als Ankläger in Frage kam. Für die Klageannahme waren je nach Sachgebiet die verschiedenen Archonten zuständig, die im demokratischen Zeitalter aber nicht mehr zu urteilen hatten, sondern lediglich die formale Leitung des Verfahrens in den Prozessen der jeweiligen Geschworenengerichte ausübten. Die Gerichtshöfe waren je nach Art und Bedeutung des Verfahrens mit 201, 401 oder 501 Geschworenen ausgestattet, in wichtigen politischen- und Hochverratsverfahren auch mit einem Mehrfachen der 500, die für Fälle der Popularklage vorgeschrieben waren. In Bagatellfällen, in denen die Rechtsprechung teils noch bei Amtsträgern lag, konnten die Geschworenengerichte als Berufungsinstanz angerufen werden.
Der Vortrag zu Sachverhalten und Gesetzeslage sowie die Anträge zum Urteil waren Sache der Parteien. Kläger und Beklagter trugen nacheinander ihre Sachdarstellung sowie Rechtsgründe und Beweismittel vor und hatten je noch einmal Gelegenheit zur Erwiderung. Der Umfang der Einlassungen beider Parteien war durch den Einsatz von Wasseruhren auf die dem Prozessgegenstand angemessene Verhandlungsdauer begrenzt. Die Schuldfrage beantworteten die Heliasten in geheimer Abstimmung lediglich mit Ja oder Nein. Die einfache Mehrheit entschied; bei Stimmengleichheit unterlag der Kläger. Sofern das Strafmaß nicht bereits gesetzlich festlag, wurde nach entsprechendem Vorbringen beider Parteien in einem zweiten Abstimmungsgang darüber entschieden, ob die vom Kläger oder die vom Beklagten beantragte Strafe zu vollstrecken war.

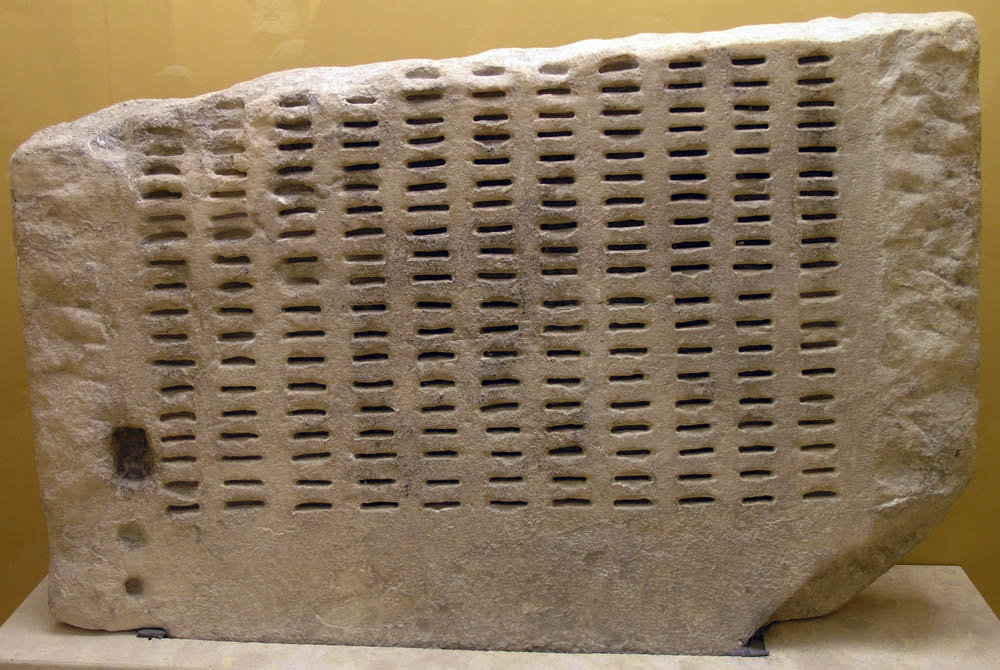
Maschine zur Auslosung der Heliasten, Agora-Museum Athen

Die Richter wurden in einem komplizierten Verfahren aus 6.000 athenischen Bürgern ausgelost, die über 30 Jahre alt sein mussten und für das jeweilige Jahr den Heliasteneid geschworen hatten. Sie waren verpflichtet, sich nach den geltenden Gesetzen sowie den Beschlüssen von Rat und Volksversammlung zu richten; Entscheidungen nach ungeschriebenem Recht oder nach Billigkeit waren ihnen nicht erlaubt. Im Prozess blieben die Geschworenen passiv, Beratungen zur Urteilsfindung untereinander gab es nicht.
Jeder Prozess musste innerhalb eines Tages abgeschlossen sein. Für Verhandlung und Urteil in der Popularklage standen generell 9 ½ Stunden zur Verfügung; in Privatklagen konnte das zuständige Gericht bis zu 4 Verfahren pro Tag bearbeiten. Einer missbräuchlichen Ausweitung der ohnedies regen Inanspruchnahme dieser Volksgerichte wurde begegnet, indem mit hohen Geldstrafen und künftigem Klageverbot in gleichartiger Sache belegt wurde, wer nicht wenigstens ein Fünftel der Richterstimmen als Klagebestätigung erhielt. Die Tagesgelder für die Geschworenen wurden aus Gerichtsgebühren und Strafgeldern gespeist.

## Krisen der Demokratie im Verlauf des großen Peloponnesischen Krieges
Das von Kagan gemeinte Kraftpotential zeigte sich vielleicht gar nicht in erster Linie in der innenpolitischen Festigung des demokratischen Bewusstseins und Institutionengefüges, sondern – wie bereits Thukydides bei der Ursachenforschung zum großen Peloponnesischen Krieg festgehalten hat – im Auftrumpfen nach außen, das letztlich auch die peloponnesische Vormacht Sparta herausfordern musste und die Rivalität auf einen Entscheidungskampf beider griechischen Großmächte zutrieb.
Die 431 v. Chr. begonnene und mit Unterbrechungen fast drei Jahrzehnte (bis 404) andauernde Auseinandersetzung hat Athen in seiner äußeren Machtentfaltung zwar nachhaltig geschwächt; die demokratische Verfassung der Polis ist daran aber trotz Zeiten schwerer Krisen nicht gescheitert. Nur während zweier relativ kurzer Episoden (411/410 unter dem Rat der Vierhundert und 404 v. Chr. unter der Herrschaft der Dreißig) haben sich oligarchische Regime ihr gegenüber durchsetzen können.
Bereits in den ersten Kriegsjahren verloren die Athener mit dem Tod des Perikles 429 die große politische Konstante ihrer Demokratie der vergangenen drei Jahrzehnte. Die Volksversammlung wurde in den Jahr um Jahr andauernden und bedrückenden Kriegsverwicklungen anfällig für extravagante Pläne, für übereilte Entschlüsse, übertriebene Härten gegenüber widerständigen Bündnern und für demagogisch geschürte Großmannssucht. Viel mag die Asymmetrie der Kriegsstrategien zwischen der Landmacht Sparta und der Seemacht Athen dazu beigetragen haben, dass allein die erste Phase dieses Krieges zehn Jahre währte, um dann 421 v. Chr. in einem Erschöpfungsfrieden beider Seiten vorläufig zu enden.
Sechs Jahre später ließ sich die Volksversammlung unter dem Einfluss der hochbegabten Spielernatur Alkibiades auf das katastrophal endende Abenteuer der Sizilienexpedition ein, das den Krieg mit Sparta neu entflammte und einige Seebundmitglieder zu offenem Widerstand gegen Athen ermutigte. Mit welch zynischer Rücksichtslosigkeit die Athener in dieser Phase ihre Macht gegen jeden rechtlich begründeten Einwand ihrer Verhandlungspartner von der kleinen Insel Melos exekutiert haben, stellte Thukydides im Melierdialog dar.
Doch auch gegen die eigenen Wahlbeamten konnte die Volksversammlung in diesen turbulenten Kriegszeiten gelegentlich mit rechtswidriger Willkür vorgehen, wie das pauschale Todesurteil gegen die in der Seeschlacht bei den Arginusen (406 v. Chr.) beteiligten Strategen zeigte, die die vorgeschriebene Bergung der eigenen Toten wegen stürmischer Wetterbedingungen versäumt hatten. Gegen solche Auswüchse – jeder der sechs Verantwortlichen hätte nach dem Gesetz zumindest das Recht auf einen eigenen Prozess gehabt – gab es unterdessen bereits ein vorbeugendes Klagerecht (Graphe paranomon) gegen diejenigen, die die Volksversammlung zur Annahme gesetzeswidriger Beschlüsse veranlassten. Der genaue Einführungszeitpunkt dieser Regelung liegt ebenso im Dunkeln wie die Wirkung, die sie entfaltet hat.
Hinsichtlich der beiden Episoden oligarchischer Regime 411/410 und 404/403 v. Chr. blieb die Graphe Paranomon außen vor. Dass sie als Verfassungsgarant der Demokratie ausfiel, ist allerdings wenig erstaunlich angesichts des Drucks, der sich aus Kriegsverlusten, Empörung und Niederlage aufgebaut hatte, zumal der Sturz der Demokratie auch von den Spartanern und ihren Verbündeten gefördert wurde. Aus dem letzten Drittel des 5. Jahrhunderts v. Chr. ist zudem eine oligarchische Streitschrift überliefert, siehe Pseudo-Xenophon.

## Fortbestehen und Wandel im 4. Jahrhundert v. Chr.
Bereits im Jahr nach der endgültigen Niederlage und dem Ende des Peloponnesischen Krieges, das den Athenern vorübergehend eine spartanische Besatzung auf der Akropolis und die Schreckensherrschaft der Dreißig eingetragen hatte, wurde 403 v. Chr. die Demokratie wiederhergestellt. Die große Mehrzahl der Vollbürger betrachtete sie offenbar auch nach dem Verlust des Seereichs als die gute und erstrebenswerte politische Ordnung und sorgte dafür, dass sie im 4. Jahrhundert v. Chr. für weitere acht Jahrzehnte fortbestand. In den Institutionen und Organisationsstrukturen herrschte weitgehende Kontinuität, auch wenn es in der Gesetzgebung und bei den Diäten zu Neuerungen kam und der Areopag wieder etwas mehr Kompetenzen erhielt.
Um die Geltung der bestehenden Gesetze zu sichern und das Gesetzgebungsverfahren gegen schwankende Augenblicksinteressen zu stabilisieren, wurde eine zusätzliche Institution geschaffen: die Nomotheten. Sie bildeten zunächst zwei Kommissionen zu je 500 gewählten Mitgliedern, wobei die eine mit der Erfassung und Aufzeichnung aller schriftlich überlieferten Gesetze seit den Zeiten Drakons und Solons befasst war, während die zweite die Arbeitsergebnisse der ersten zu überprüfen hatte.
Für die Änderung und Ergänzung der vorhandenen Gesetze wurde zudem ein mehrstufiges Verfahren (Nomothesie) eingeführt, bei dem u. a. wie in einem förmlichen Prozess die Klageseite den Änderungsantrag verfocht und auf der anderen Seite eine Verteidigung des bestehenden Gesetzes dagegenhielt. Ein aus den 6000 Geschworenen erlostes Nomotheten-Gremium stimmte dann offen über den Änderungsantrag ab, der im Falle der Bestätigung Gesetzeskraft erlangte. Aber auch gegen einen solchen Nomotheten-Beschluss war jedem Bürger noch die Anfechtung wegen Unzweckmäßigkeit im Klageweg möglich. Josiah Ober sieht in diesen Reformen keine Abschwächung der direkten Demokratie, sondern fasst sie als Weiterentwicklung des athenischen Demokratieverständnisses im Sinne kollektiver Bürgerselbstverwaltung auf.
Bei den Diätenzahlungen kam es im 4. Jahrhundert zu einer Verschiebung: Die Amtsinhaber erhielten keine Unterstützung mehr (was den Schwerpunkt der Kandidaturen zu den mittleren Vermögensklassen verschoben haben könnte); dafür bekamen die in der Volksversammlung eintreffenden Bürger bis zum Sechstausendsten eine Unterstützungszahlung. Und sogar der Besuch von Festveranstaltungen und Theatern wurde mit einem „Schaugeld“ (Theorikon) alimentiert.
Selbst außenpolitisch konnte die attische Demokratie des 4. Jahrhunderts v. Chr. zeitweise an das 5. Jahrhundert anknüpfen: Von 377 bis 355 v. Chr. gelang die Errichtung eines zweiten attischen Seebunds, in dem Athen wiederum die führende Macht war, den Autonomie- und Mitentscheidungsansprüchen der Bündner aber stärker entgegenkommen musste. Die Machtentfaltung Makedoniens unter Philipp II. schwächte die Hegemonie Athens in der Ägäis und förderte Ablösungstendenzen unter den Seebundmitgliedern, was zum Bundesgenossenkrieg 357–355 v. Chr. führte und in die Auflösung des Seebunds mündete.
Doch auch im Schatten der anwachsenden Macht Makedoniens bestand die attische Demokratie noch mehr als drei Jahrzehnte fort, angefeuert und verteidigt u. a. von dem großen Redner Demosthenes. Ihr Ende kam 322 v. Chr. nach Niederlagen zur See und zu Lande, als Alexanders makedonischer Nachfolger Antipatros eine Besatzung in den Piräus legte und eine zensusgebundene Oligarchie etablierte.
Allerdings kehrten die Athener 307 v. Chr., nach der Vertreibung der Makedonen, noch einmal zur traditionellen demokratischen Verfassung zurück. Die Lebenskraft dieser nachklassischen Demokratie war trotz der prekären außenpolitischen Situation groß. Erst 262 v. Chr. mit der Niederlage im Chremonideischen Krieg und der erneuten Besetzung durch Makedonien kam für die attische Demokratie das endgültige Ende.

## Kritische Würdigung der attischen Demokratie
Aus dem Blickwinkel eines gegenwärtigen Demokratieverständnisses müssen zunächst die menschenrechtlichen Defizite der attischen Demokratie ins Auge fallen, also der Ausschluss aller Frauen und Sklaven von der politischen Mitwirkung. Dass die Leistungen von Frauen und Sklaven zu den existenziellen Voraussetzungen dieses Gemeinwesens gehörten, wird – auch wegen der bereits in den Quellen angelegten Nichtbeachtung bzw. Geringschätzung – oftmals kaum gewürdigt. In dieser Hinsicht gelangte das Athen des 5. und 4. Jahrhunderts v. Chr. nicht über eine Grundfigur antiken Denkens in der Polisgesellschaft hinaus. Für die politische Partizipation kam ausschließlich in Frage, wer auch für den Kriegsdienst zur Verfügung stand. Das den damaligen Athenern eigene Demokratieverständnis gelangte an sein Ziel, wo Herkunft und Reichtum für politische Bevorrechtigung ausgedient hatten.
Die Vorstellung einer Aufteilung staatlicher Gewalt zum Schutz vor freiheitsgefährdenden Übergriffen beschäftigte sie ebenfalls nicht. Entwicklungsgeschichtlich bedingt galt ihr Augenmerk der Vorbeugung einer Oligarchie der Adelsgeschlechter und einer neuerlichen Tyrannis. Die Vorkehrungen dagegen bestanden in den nahezu durchgängig praktizierten Prinzipien der Ämterlosung und der Ämterrotation, sodass für Euripides die Herrschaft des Volkes geradezu in der Ablösung des einen durch den anderen in den Funktionsstellen der Polis bestand.
Aus dieser Praxis erwuchs nahezu selbstverständlich ein Engagement der Bürgerschaft für die Belange des Gemeinwesens, das in solcher Dichte und Dauerhaftigkeit universalhistorisch wohl allein steht. „Nur die Demokratie“, heißt es bei Donald Kagan, „erlaubte eine volle Entfaltung der Energie, die in der Volksmenge steckte, und schuf auf diese Weise eine Polis, ein städtisches Gemeinwesen mit einem Kraftpotential ohnegleichen.“ Negative Urteile über die attische Demokratie beruhen oftmals darauf, dass dieses Herrschaftssystem in weiten Bereichen auf den Sachverstand und die Erfahrung ausgebildeter Funktionseliten verzichtet hat. Dadurch habe die Volksversammlung als Souverän unter dem Einfluss von Demagogen zur Verblendung geneigt. Rechtswidrige Beschlüsse und Verfahren (Arginusen-Prozess, Verurteilung des Sokrates) sowie militärisches Abenteurertum (ägyptische- und Sizilien-Expedition) waren in dieser Sicht die logischen Folgen einer politischen Fehlkonstruktion. Der Althistoriker Jochen Bleicken hat dem entgegengehalten, dass solche Ausreißer in aufgeladener Atmosphäre gerade nicht die Regel waren, dass Fehler im Nachhinein nach Möglichkeit berichtigt wurden und in vorbeugende Maßnahmen (Graphe Paranomon im 5. Jahrhundert, Nomothesie im 4. Jahrhundert) mündeten. Und zumindest bei den militärischen Abenteuern waren die Täter zugleich auch die Opfer; dieselben Männer, die einen abenteuerlichen Kriegszug beschlossen, mussten ihn auch ausführen.
Schon die zeitgenössische innerathenische Kritik hat die Demokratie der perikleischen Ära als eine Herrschaftsform gegeißelt, die den Ungebildeten und Unvermögenden dazu diente, ihre Taschen mit dem Geld und Gut anderer zu füllen. Die Diätenzahlungen und Tribute der Seebundmitglieder sowie in Kriegszeiten erhebliche Abgabenbelastungen, Liturgien (öffentliche Dienste) und Eisphora (Abgaben für öffentliche Aufgaben) der Reichen dienten dafür als Beweismittel. Demgegenüber ist aber auch festzuhalten, dass gezielte Enteignungs- und Umverteilungsmaßnahmen nicht stattfanden, dass die solonischen Vermögensklassen fortbestanden und dass die Volksversammlung dabei blieb, die Schatzämter (nicht zuletzt zwecks eventueller Haftbarmachung) nur in die Hände von Bürgern der 1. Vermögensklasse zu geben.
Wenn Athen durch Antike und Neuzeit bis in die Gegenwart zum ausstrahlenden Mittelpunkt griechischer Kultur geworden ist, so hat die attische Demokratie dafür die Grundlagen geschaffen. Mit ihrer vergleichsweise großen Offenheit für Veränderungen, für neues Denken und für Außenbeziehungen, mit ihrer Machtentfaltung, ihren Festen und ihren Prachtbauten auf der Akropolis entwickelte sie in vielerlei Hinsicht magnetische Wirkung und hat in der geschichtlichen Perspektive das von Perikles ihr verliehene Prädikat, die Schule Griechenlands zu sein, noch weit übertroffen. Die Tragödiendichtung eines Aischylos, Sophokles und Euripides, die Komödien eines Aristophanes, die Plastiken eines Phidias und Praxiteles, das Geschichtswerk eines Thukydides, die Sophistik, die Philosophie eines Sokrates, Platon, Aristoteles, die der Epikureer und die der Stoa: Sie alle haben ihren Ursprung oder ihre Wirkungsstätte in Athen und sind kaum vorstellbar ohne das Anregungspotential und die Entfaltungsmöglichkeiten, die mit der attischen Demokratie einhergingen.
Bei alledem darf nicht übersehen werden, dass die Demokratie, die in der attischen Polis für Bürgerrechtsinhaber verwirklicht war, mit der strukturellen Unterwerfung aller Bürger des attischen Seebunds gegenüber dem Polisverband der Athener in der zweiten Hälfte des 5. Jahrhunderts verbunden war. Perikles selbst hat sich zu dieser Tyrannis bekannt. Thukydides (II 63) überliefert ihn in der Anfangsphase des großen Peloponnesischen Krieges mit den Worten:
„… euch drohen auch der Verlust eures Reiches und die Gefahren des Hasses, der euch aus der Herrschaft erwuchs. Aus der zurückzutreten steht euch auch nicht mehr frei, falls einer in der Angst dieser Stunde sogar tugendhaft und friedfertig werden wollte; denn die Herrschaft, die ihr übt, ist jetzt schon Tyrannis; sie aufzurichten, mag ungerecht sein, sie aufzugeben, ist gefährlich.“
Dieser Zusammenhang zwischen den inneren und äußeren Entwicklungsbedingungen Athens in der Antike ist sicher nicht der unbedeutendste unter den Aspekten, die die Beschäftigung mit der attischen Demokratie weiterhin lehrreich und interessant erscheinen lassen.